# 大垣舞
大垣 舞（おおがき まい、7月5日 - ）は、元日本海テレビのアナウンサー。

## 来歴
兵庫県姫路市出身。兵庫県立姫路西高等学校、フェリス女学院大学卒業。大学在学時にBSフジの学生キャスターを務めていたことがあり（23期生）、『BSフジNEWS』で放送のストレイトニュースと気象情報を担当していた。
2014年から2年間NHK岡山放送局の契約キャスターを務めた後、2016年4月に日本海テレビに入社。同年に新卒入社した近藤あずみとともに同局のアナウンサーになる。
後に結婚を控え、2020年12月に日本海テレビを退社した。退社・結婚後の2022年3月18日、第1子となる女児が誕生したことを公表した。

## 人物
趣味はダンスに関するもの全般。学生時代にはクラシックバレエを15年間続け、バトントワリングやヒップホップダンスも経験した。大学ではベリーダンス部に4年間在籍した。
二次元ジャンルを愛する嗜好の持ち主でもある。休みの日には漫画やアニメを鑑賞したり、コンピュータゲームをプレイしたり、イベントに「遠征」したり、興味ある作品の「聖地巡礼」をしたりしている。日本海テレビ公式サイト内に設けられているアナウンサーブログでも、自らの嗜好を隠すことなくそれらについて語っている。2019年に日本テレビの『全国好きな嫌いなアナウンサー大賞』で共演した永見佳織（静岡第一テレビアナウンサー）からは、「大垣さんの話し方とかオタクっぽくて安心する」と評されている。
同じく日本海テレビでアナウンサーをしている小林沙貴（元NHK鳥取放送局）とは、共通の趣味嗜好を持つ友人同士である。小林は2018年に日本海テレビに入社したが、その2年前から大垣と趣味を通じて知り合っていた。

## 担当番組
- BSフジNEWS（BSフジ）
- 岡山ニュース もぎたて!（NHK岡山放送局）[3]
- ひるまえ直送便（NHK広島放送局） - 岡山放送局制作回に出演[4]
- スパイス!! → 土曜スパイス!!（日本海テレビ） - MC[5][6]
- 鳥取あぐりヌーヴォー（日本海テレビ）[2][Blog 3]
- 情報カフェしまね（日本海テレビ） - 店員 役[7]

### ブログ出典
1. ↑  大垣舞 (2012年8月22日). “記念すべき第1回ヽ(*´∀｀)ノ - 第23期 女子大生キャスターの業務日誌：大垣 舞”.   BSフジ. 2020年7月21日閲覧。
2. 1 2 3  大垣舞 (2016年9月9日). “初めまして！”. アナウンサールーム・大垣 舞.   日本海テレビ. 2020年7月21日閲覧。
3. 1 2  大垣舞 (2020年12月21日). “ラストブログだからちょっと長いかもしれませんが最後までお付き合いください！お願いします！あと今日の17時台の山陰のニュースお伝えします！これが本当に日本海テレビでの最後のお仕事です！！！”. アナウンサールーム・大垣 舞.   日本海テレビ. 2021年1月30日時点のオリジナルよりアーカイブ。2025年5月21日閲覧。
4. ↑  大垣舞 (2019年1月30日). “「ZIP！」 の桝太一アナに会いました。”. アナウンサールーム・大垣 舞.   日本海テレビ. 2020年7月21日閲覧。
5. ↑  大垣舞 (2019年2月6日). “コナンについても語り合いましょう”. アナウンサールーム・大垣 舞.   日本海テレビ. 2020年7月21日閲覧。
6. ↑  大垣舞 (2020年5月28日). “蒙驁おじいちゃんは癒し”. アナウンサールーム・大垣 舞.   日本海テレビ. 2020年7月21日閲覧。
7. ↑  大垣舞 (2019年5月12日). “アナ大賞。裏話的な長話。”. アナウンサールーム・大垣 舞.   日本海テレビ. 2020年7月21日閲覧。
8. ↑  大垣舞 (2018年7月4日). “友人が同僚に!?”. アナウンサールーム・大垣 舞.   日本海テレビ. 2020年7月21日閲覧。

### SNS出典
1. 1 2  奈羅尾玲子（上記『スパイス!!』の出演者） [@reiko_narao] (2020年12月19日). "2020年12月19日の発言". Instagramより2025年5月21日閲覧。
2. ↑  “大垣 舞”. Facebook. 2020年7月21日閲覧。
3. ↑  大垣舞 [@gaki__Mai] (2022年3月18日). "2022年3月18日の発言". X（旧Twitter）より2025年5月21日閲覧。

### 上記以外の出典
1. 1 2 3  “大垣 舞プロフィール”. アナウンサールーム.   日本海テレビ. 2016年9月27日時点のオリジナルよりアーカイブ。2025年5月21日閲覧。
2. 1 2  “各方面で活躍する「大垣」さん”.  大垣市 (2019年1月8日). 2025年5月21日閲覧。
3. 1 2 3 4  “大垣舞”. アナウンサー・キャスター.   NHK岡山放送局. 2015年5月5日時点のオリジナルよりアーカイブ。2020年7月21日閲覧。
4. ↑  “隔週水曜日は、岡山から ひるまえ直送便”.   NHK岡山放送局. 2016年3月16日時点のオリジナルよりアーカイブ。2020年7月21日閲覧。
5. ↑  “出演者紹介”. スパイス!!.   日本海テレビ. 2017年3月1日時点のオリジナルよりアーカイブ。2025年5月21日閲覧。
6. ↑  “番組情報”. 番組表.   日本海テレビ (2016年10月29日). 2017年2月24日時点のオリジナルよりアーカイブ。2025年5月21日閲覧。
7. ↑  “情報カフェしまね”.   日本海テレビ. 2020年8月10日時点のオリジナルよりアーカイブ。2025年5月21日閲覧。